# Max Düggeli

Max Düggeli (ca. 1920)

Max Düggeli (* 29. Juli 1878 in Luzern; † 14. August 1946 in Zürich; heimatberechtigt in Luzern) war ein Schweizer Bakteriologe, Agrarwissenschaftler und Hochschullehrer.

## Leben
Max Düggeli war der Sohn des Mathematikers Karl und der Bauerntochter Martine, geborene Meyer. Düggeli besuchte Schulen in Luzern und absolvierte anschliessend ein Studium der Landwirtschaft am Eidgenössischen Polytechnikum in Zürich. Im Jahre 1900 erlangte er das Agraringenieur-Diplom (Dipl. Ing.-Agr.). Anschliessend promovierte Düggeli 1902 an der Universität Zürich. 1907 heiratete er Maria Emma Weber.

## Schaffen
Zwischen 1903 und 1906 war Düggeli als Assistent am bakteriologischen Praktikum des Zürcher Polytechnikums tätig. Ab 1907 lehrte er als Dozent und darauf folgend als Titularprofessor an der ETH Zürich. Von 1916 bis 1946 war er erster Ordinarius für landwirtschaftliche Bakteriologie und verwandte Fächer in Europa.
Düggeli veröffentlichte Publikationen zur Boden- und Milchbakteriologie, zur Beziehung zwischen höherer Vegetation und Bodenmikroflora sowie zur Seenforschung. Des Weiteren war er Mitglied der hydrobiologischen Kommission der Schweizerischen Naturforschenden Gesellschaft und der bodenbiologischen Arbeitsgemeinschaft der eidgenössischen Wissenschaftlichen Nationalpark-Kommission.